# Пећ (сазвежђе)
Пећ (лат. Fornax) је једно од 88 савремених сазвежђа. Креирао га је француски астроном Никола Луј де Лакај, и првобитно га назвао Fornax Chemica („хемијска пећ“), у част Антоана Лавоазјеа, зачетника модерне хемије.

## Звезде
Пећ нема сјајних звезда. Најсјајнија је алфа Пећи, бинарна звезда магнитуде 3,87 специфична по свом релативно брзом кретању. Друга по сјају је бета Пећи, џин G класе магнитуде 4,46.

## Објекти дубоког неба
У сазвежђу Пећ се налази неколико значајних објеката дубоког неба:
- елиптична галаксија NGC 1316 која се налази на око 70 милиона светлостних година од Сунца, један од најсјајнијих радио извора на небу
- спирална галаксија са пречком NGC 1097 у чијем центру се налази супермасивна црна рупа. Има две сателитске галаксије
- , такође спирална галаксија са пречком
- спирална галаксија светлог језгра NGC 1398, у чијем се окружењу налази неколико тамнијих галаксија
- , мала, плавичаста неправилна галаксија, на 71 милион светлосних година од Сунца
- планетарна маглина